# Yauhtécatl
Yauhtécatl (del náhuatl: Yawtekatl ‘morador de Yauhtlán’‘Yawtlan, Yauhtlán; tekatl, morador de, habitante de, persona de’) en la mitología mexica es un dios menor o espíritu de la embriaguez, y es uno de los cuatrocientos espíritus o dioses menores de los borrachos llamados Centzon Totochtin, los cuatrocientos hijos de Patécatl y Mayáhuel, él cual venerado bajo la forma de un conejo.